# Vasilios von Aristi
Vasilios von Aristi, mit bürgerlichem Namen Vassilios Tsiopanas (* 4. Mai 1939 in Mesarista, Bezirk Mesolongi; † 13. Mai 2023 in Stuttgart) war Vikarbischof der griechisch-orthodoxen Metropolie von Deutschland des Ökumenischen Patriarchats von Konstantinopel.

## Leben
Nach dem Besuch der kirchlichen Schule von Patmos machte er 1963 sein Diplom an der Theologischen Hochschule von Chalki (Prinzeninsel Heybeli bei Istanbul). Im selben Jahr wurde er zum Diakon und am 23. Oktober 1966 in Wien zum Priester geweiht. Nach Studien an der Universität Tübingen und seiner Pfarrzeit in Rom wurde er am 1. Februar 1976 in Genf zum Bischof mit dem Titularbistum der historischen Diözese von Aristi geweiht. Er verstarb 2023 nach kurzer Krankheit und wurde auf eigenen Wunsch in Griechenland beigesetzt.

## Wirken
Seit 2007 wirkte er als Vikarbischof für Baden-Württemberg und vertrat daneben die griechisch-orthodoxe Metropolie von Deutschland auch bei offiziellen Anlässen im Freistaat Bayern. In dieser Funktion hat er im Auftrag des Metropoliten Augoustinos zahlreiche Priesterweihen in Deutschland vollzogen.
Zeitweise war Vasilios für die Radiopredigten im griechischen Programm des Bayerischen Rundfunks zuständig und immer wieder Redner bei den Priestertagungen der Deutschen Metropolie. Er war Mitglied in der Gemeinsamen Kommission mit der Deutschen Bischofskonferenz (DBK) sowie Mitglied der Delegation des Ökumenischen Patriarchats bei den bilateralen Gesprächen mit der Evangelischen Kirche in Deutschland (EKD). Seit Gründung der Orthodoxen Bischofskonferenz in Deutschland (OBKD) im Jahr 2010 war Vasilios Vorsitzende der Theologischen Kommission.